# 怀化地区
怀化地区为湖南省曾存在过的准行政区——地区，前身为中华人民共和国成立后的湖南省“芷江专区”，之后改称“黔阳专区”、“黔阳地区”、“怀化地区”，1997年11月29日撤销，改建为地级怀化市。

## 芷江专区
1952年9月2日，撤销湘西行政区；原湘西行政区所属会同专区的洪江市和芷江县、会同县、绥宁县、黔阳县、晃县、靖县、通道县、怀化县计8县、1市，原湘西行政区所属沅陵专区辰溪县、沅陵县、溆浦县、麻阳县4县划归芷江专区。芷江专区辖1市、12县。

## 黔阳专区
- 1952年11月13日，芷江专区更名“黔阳专区”。
- 1953年，6月5日，撤销洪江市并入黔阳县；9月2日，自黔阳县复置洪江市，为省辖市。黔阳专区辖12县。
- 1954年5月7日，通道县改设通道侗族自治县。黔阳专区辖11县、1自治县。
- 1956年12月5日，晃县改设新晃侗族自治县。黔阳专区辖10县、2自治县。
- 1958年，洪江市划归黔阳专署领导；6月20日，绥宁县划归邵阳专区。黔阳专区辖1市、9县、2自治县。
- 1959年，洪江市交由黔阳县领导；3月22日，撤销靖县，并入通道侗族自治县。黔阳专区驻黔阳县，辖洪江市，黔阳县、芷江县、会同县、怀化县、辰溪县、沅陵县、溆浦县、麻阳县，新晃侗族自治县、通道侗族自治县共计1市、8县、2自治县。
- 1961年，洪江市自黔阳县划归黔阳专署领导；7月9日，黔阳县析置安江市，自通道侗族自治县复置靖县。黔阳专区驻安江市，辖2市、9县、2自治县。
- 1962年10月20日，撤销安江市并入黔阳县；黔阳专区驻黔阳县，辖1市、9县、2自治县。
- 1963年5月20日，撤销洪江市并入黔阳县；黔阳专区驻黔阳县，辖黔阳县、芷江县、会同县、怀化县、辰溪县、沅陵县、溆浦县、麻阳县，新晃侗族自治县、通道侗族自治县共计9县、2自治县。

## 黔阳地区
- 1970年，黔阳专区改称“黔阳地区”。
- 1975年，黔阳地区迁驻怀化县榆树湾镇，榆树湾镇改名怀化镇。
- 1979年，4月4日，自怀化县析置怀化市，以怀化县怀化镇和盈口公社改设；9月1日，自黔阳县复置洪江市；2市划归黔阳地区。黔阳地区驻怀化市，辖2市、9县、2自治县。

## 怀化地区
- 1981年6月30日，黔阳地区更名为“怀化地区”；驻怀化市，辖2市、9县、2自治县。
- 1982年12月24日，撤销怀化县，将该县行政区域并入怀化市；辖2市、8县、2自治县。
- 1986年9月22日，撤销芷江县，设立芷江侗族自治县，以原芷江县的行政区域为芷江侗族自治县的行政区域。
- 1987年2月19日，撤销靖县，设立靖州苗族侗族自治县，以原靖县的行政区域为靖州苗族侗族自治县的行政区域。
- 1988年10月31日，撤销麻阳县，设立麻阳苗族自治县。怀化地区驻怀化市；辖怀化和洪江计2个市，黔阳、会同、辰溪、沅陵、溆浦5个县，新晃、通道、芷江、靖州、麻阳计5个自治县。

## 地改市
1997年11月29日，撤销怀化地区，同时撤销县级怀化市；设立地级怀化市，同时设立中方县和市辖区鹤城区。新成立的地级怀化市辖域为原怀化地区辖域。区划调整为：鹤城区为原县级怀化市部分区域；撤销洪江市和黔阳县，合并成立新的县级洪江市。地级怀化市调整后的区划为：
- 1市辖区：鹤城区；
- 1县级市：洪江市；
- 4县：会同、辰溪、沅陵和溆浦；
- 5自治县：新晃、通道、芷江、靖州和麻阳。